# Джонс, Куинси
Куи́нси Дила́йт Джонс-мла́дший (англ. Quincy Delight Jones, Jr.; 14 марта 1933, Чикаго, Иллинойс, США — 3 ноября 2024, Лос-Анджелес) — американский композитор, аранжировщик, музыкальный продюсер и трубач. Лауреат 27 премий «Грэмми» (79 номинаций), включая награду Grammy Legend Award, продюсер самого продаваемого альбома в истории Thriller Майкла Джексона. Входит в список людей, получивших «Эмми», «Грэмми», «Оскар» и «Тони».

## Биография

### Детство и юность
Куинси Джонс-младший родился 14 марта 1933 года в Чикаго, штат Иллинойс. Мать — Сара Фрэнсис — работала банковским клерком, страдала от шизофрении, отец — Куинси Дилайт Джонс-старший работал плотником, а также был полупрофессиональным бейсболистом. Впервые Джонс начал играть на трубе и заниматься музыкой во время учёбы в начальной школе Раймонд. Когда ему исполнилось 10 лет, семья стала жить в Бремертоне, штат Вашингтон. Там юный Куинси посещал среднюю школу Гарфилда, где в возрасте 14 лет познакомился с 17-летним Рэем Чарльзом. Позднее начал обучаться музыке под руководством Роберта Блэквелла.
В 1951 году поступил в бостонский Дом музыки Шиллингера, штат Массачусетс, однако бросил учёбу после предложения поехать на гастроли в качестве трубача с оркестром Лайонела Хэмптона. Во время гастролей с Хэмптоном Джонс проявил композиторский дар, после чего переехал в Нью-Йорк, где получил ряд заказов на написание песен для таких артистов, как Дина Вашингтон, Дюк Эллингтон, Джин Крупа, Каунт Бейси, Сара Вон и Рэй Чарльз.

### Творческий путь

#### Начало карьеры
В 1956 году Куинси Джонс стал трубачом и музыкальным руководителем коллектива Диззи Гиллеспи в турне по Ближнему Востоку и Южной Америке. После возвращения в США Джонс подписал контракт со звукозаписывающей студией ABC Records и начал музыкальную карьеру в качестве лидера собственной группы. В 1957 году Куинси переехал в Париж, где изучал композицию и теорию музыки под руководством Оливье Мессиана и Нади Буланже. Помимо этого он также выступал в парижской Олимпии, а позже стал музыкальным руководителем Barclay Disques — французского дистрибьютора Mercury Records.
В 1950-х Джонс успешно гастролировал по всей Европе с рядом джазовых оркестров, в том числе Free and Easy Гарольда Арлена. Европейский тур закончился в Париже в феврале 1960 года, после чего с музыкантами из шоу Арлена Джонс сформировал свой собственный биг-бэнд под названием Jones Boys, состоявший из 18 человек, среди которых были контрабасист Эдди Джонс (англ. Eddie Jones) и трубач Рейналд Джонс (англ. Reunald Jones). Биг-бэнд совершил тур по Северной Америке и Европе, но, несмотря на восторженные отзывы зрителей и музыкальных критиков, прибыль от концертов не могла поддерживать группу такого размера. В результате оркестр Куинси Джонса распался, а сам Джонс оказался в условиях финансового кризиса. Ирвинг Грин (англ. Irving Green), глава Mercury Records, оказал Куинси Джонсу финансовую поддержку и дал новую работу в качестве музыкального руководителя компании — подразделения в Нью-Йорке.

#### 1960-е—1970-е
В 1964 году Джонс был назначен вице-президентом звукозаписывающей компании, и в том же году он обратил своё внимание на другую музыкальную сферу — кинематограф. Первым фильмом, к которому он написал саундтрек, был «Ростовщик» режиссёра Сидни Люмета (1964).
После успеха «Ростовщика» Джонс оставил Mercury Records и стал проживать в Лос-Анджелесе, где активно продолжил писать музыку для таких кинофильмов, как «Тонкая нить)» (1965), «Хладнокровное убийство» (1967), «Душной южной ночью» (1967), «Золото Маккенны» (1969), «Заливное из денди)» (1968), «Иди, а не беги» (1966), «Ограбление по-итальянски» (1969), «Боб и Кэрол, Тед и Элис» (1969), «Потерянный человек)» (1969), «Цветок кактуса» (1969), «Побег» (1972) и других. Отдельно стоит упомянуть мини-сериал «Корни» (1977), композитором для которого выступил Куинси. При создании музыки для фильма, повествующего о судьбе чернокожих рабов и их долгом пути к освобождению, Куинси использовал африканские народные мотивы.
Одной из самых известных мелодий Джонса, написанных им в ранний период, стала композиция «Soul Bossa Nova» с оригинального альбома Big Band Bossa Nova), использовавшаяся позднее в качестве саундтрека к канадскому игровому шоу Definition), в фильме Вуди Аллена «Хватай деньги и беги» (1969) и в фильме Майка Майерса «Остин Пауэрс: Голдмембер» (2002); также семплы данной композиции были использованы канадской хип-хоп группой Dream Warriors) в песне «My Definition of a Boombastic Jazz Style».
Помимо сочинения музыки к кинофильмам Джонс также работал в качестве аранжировщика для самых знаменитых артистов той эпохи, в их числе Фрэнк Синатра, Сара Вон, Билли Экстайн, Элла Фитцджеральд, Дина Вашингтон и Пегги Ли. Джонс также был продюсером всех четырёх синглов Лесли Гор, достигших миллиона продаж в начале и середине 1960-х годов: «It’s My Party», «Judy’s Turn to Cry», «She’s a Fool» и «You Don’t Own Me».
Этот период также ознаменовал собой выпуск 21 студийного сольного альбома Куинси Джонса, в их числе такие успешные пластинки, как Walking in Space), Gula Matari), Smackwater Jack) и Body Heat).

#### 1980-е
В записи альбома Джонса The Dude) в 1981 году приняло участие сразу несколько исполнителей: Патти Остин, Джеймс Ингрэм, Майкл Джексон и Тутс Тильманс, и в результате пластинка удостоилась трёх премий «Грэмми» в номинациях «Лучшая инструментальная аранжировка», «Лучшее вокальное R&B исполнение дуэтом или группой» и «Лучшая инструментальная аранжировка в сопровождении вокалиста(ов)».
В 1985 году Джонс выступил сопродюсером фильма Стивена Спилберга «Цветы лиловые полей». Фильм был номинирован на премию «Оскар» в 11 категориях, в том числе и за лучший саундтрек, и открыл массовому зрителю такие колоритные фигуры, как Вупи Голдберг и Опра Уинфри.

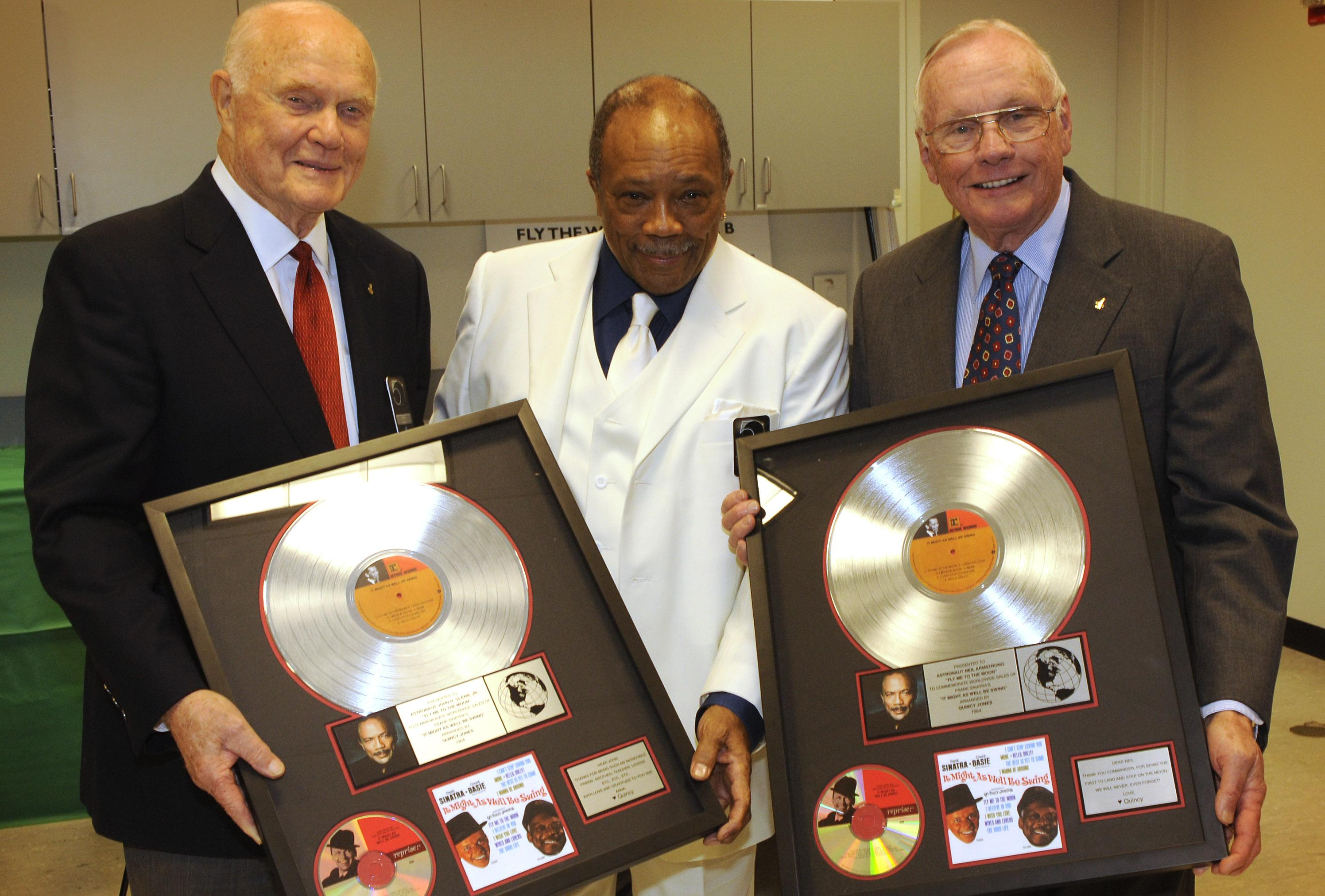
Куинси Джонс, Джон Гленн и Нил Армстронг на церемонии в честь 50-летия НАСА

После американской церемонии Music Award 1985 года Куинси Джонс использовал своё влияние и известность, чтобы привлечь большое количество популярных американских музыкантов и исполнителей для записи благотворительной песни «We Are the World» для сбора средств в помощь пострадавшим от голода в Эфиопии. Сама песня была написана Майклом Джексоном совместно с Лайонелом Ричи. В общей сложности в записи принимали участие около 50 человек.

#### С 1990-х
Начиная с конца 1970-х годов Куинси пытался убедить Майлса Дейвиса, с которым ему также довелось сотрудничать, вернуться к исполнению музыки, написанной им ранее. Дэвис отказывался, ссылаясь на нежелание возвращаться к прошлому. Но в 1991 году Дэвис, уже будучи больным пневмонией, смягчился и согласился принять участие в джазовом концерте на фестивале в Монтре. В результате альбом Miles & Quincy Live at Montreux стал художественным триумфом.
Параллельно с концертной деятельностью Джонс руководил своим собственным лейблом звукозаписи Qwest Records), а также возглавлял работу компании Qwest Broadcasting — одной из крупнейших вещательных компаний США.
В 2001 году Куинси Джонс опубликовал автобиографию под названием Q: The Autobiography of Quincy Jones, а 31 июля 2007 года в сотрудничестве с Wizzard Media запустил Quincy Jones Video Podcast. В каждом эпизоде Джонс делится своими знаниями и опытом в области музыкальной индустрии. Кроме автобиографической книги, в 2001 году Куинси Джонс подготовил также и автобиографический альбом The Musical Biography of Quincy Jones, который принёс ему 27 по счёту премию «Грэмми» в номинации «Лучший немузыкальный альбом».

#### Сотрудничество с Фрэнком Синатрой
Впервые Куинси Джонс выступил вместе с Фрэнком Синатрой во время благотворительного концерта в клубе Монако Sporting Club в 1958 году. Через шесть лет Синатра связался с Куинси для продюсирования своего второго альбома в соавторстве с Каунтом Бейси, который назывался It Might as Well Be Swing) (1964). Помимо этого Джонс аранжировал концертный альбом Sinatra at the Sands) (1966). В 1984 году музыканты вновь объединились для записи пластинки L.A. Is My Lady.

#### Сотрудничество с Майклом Джексоном
Во время работы над фильмом «Виз» Майкл Джексон искал продюсера для своего предстоящего сольного альбома. Куинси Джонс порекомендовал несколько имен, но в конечном итоге самостоятельно взялся за производство пластинки. В результате диск Off the Wall (1979) был продан тиражом около 20 миллионов экземпляров, принеся Джонсу славу одного из самых мощных продюсеров в отрасли. Следующий альбом Джексона Thriller (1982) в сотрудничестве с Джонсом был продан тиражом 110 миллионов экземпляров и стал самым продаваемым альбомом всех времен. Джонс также был задействован в работе над альбомом Bad (1987, 45 миллионов копий). Позднее Джонс порекомендовал Джексону опробовать новый музыкальный жанр нью-джек-свинг, чтобы «обновить» своё звучание, после чего Джексон выпустил альбом Dangerous (1991), выполненный в данном стиле.
После смерти Джексона 25 июня 2009 года, Джонс сказал:
Я совершенно опустошён этой трагической и неожиданной новостью. Майкла отняли у нас так внезапно в таком молодом возрасте, мне просто не хватает слов. Божественность пришла в наши души вместе с The Wiz, что позволило нам сделать то, чего мы достигли в 1980-х. На сегодняшний день музыка, которую мы создали вместе для Off The Wall, Thriller и Bad, играет в каждом уголке мира, и причина этого в том, что он всё это сочетал в себе… талант, изящество, профессионализм и преданность делу. Он был непревзойдённым артистом, и его вклад и наследие останутся в мире навсегда. Я словно потерял своего младшего брата сегодня, и часть моей души ушла с ним.

### Личная жизнь
Куинси Джонс был трижды женат и является отцом семерых детей:
- Джери Колдуэлл, 1957—1966; дочь — Джоли Джонс Левин;
- Улла Андерссон[англ.] (англ. Ulla Andersson), 1967—1974; дочь — Мартина Джонс и сын — Куинси Джонс Третий[англ.] (англ. Quincy Jones III);
- Пегги Липтон, 1974—1990; дочери Кидада[англ.] (англ. Kidada Jones) и Рашида Джонс;
- Дочь Рейчел Джонс, которая родилась в результате непродолжительных отношений с Кэрол Рейнольдс;
- Дочь Кения, мать — немецкая актриса Настасья Кински, с которой Куинси Джонс поддерживал отношения в 1991—1997 годах[41].

Помимо этого является крёстным отцом Николь Ричи — приёмной дочери музыканта Лайонела Ричи.
В 2006 году для телевизионной программы об афро-американской жизни PBS Джонс прошёл ДНК-тест. Результаты выявили, что по отцовской линии Куинси имеет европейские корни, а по материнской — африканские. Тест также выявил, что семья Джонс родом из области, которая известна в Камеруне своей музыкой. Со стороны матери Джонс является потомком Бетти Вашингтон Льюис, сестры президента Джорджа Вашингтона.
Куинси Джонс никогда не имел прав и не водил машину, причина, по словам Куинси, заключается в автомобильной аварии, которая произошла с ним в 14 лет.

## Смерть и дань уважения
Куинси Дилайт Джонс умер 3 ноября 2024 года в своём доме в районе Бель-Эйр, города Лос-Анджелес в возрасте 91 года. Его публицист Арнольд Робинсон подтвердил его смерть. Причина смерти не была сразу раскрыта, но позже выяснилось, что это был рак поджелудочной железы. Джонс был похоронен на кладбище Hollywood Forever в Лос-Анджелесе.

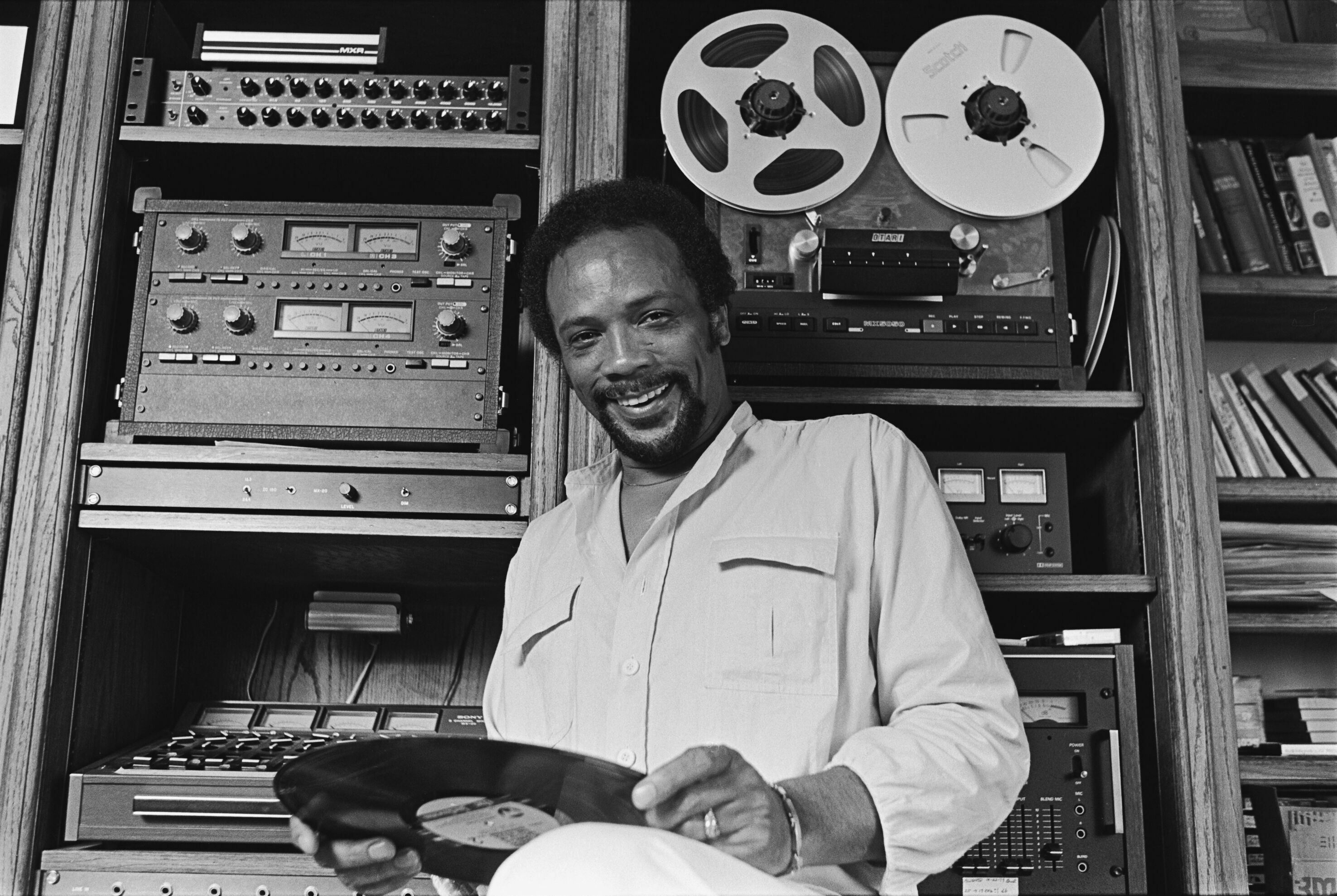
Куинси Джонс в своей студии звукозаписи в 1980 году

Президент США Джо Байден выступил с заявлением, в котором назвал Джонса «великим объединителем, который глубоко верил в целительную силу музыки, способную возродить надежду и поднять дух тех, кто страдает от голода, бедности и насилия в Америке и на африканском континенте». Бывший президент США Барак Обама похвалил Джонса за «построение карьеры, которая вывела его с улиц Чикаго на вершины Голливуда... проложив путь для поколений чёрных руководителей, оставивших свой след в индустрии развлечений». Бывший президент США Билл Клинтон заявил: «Он навсегда изменил облик музыкальной индустрии». Вице-президент США Камала Харрис назвала его «первопроходцем» и вспоминала его как «отстаивателя гражданских и человеческих прав». Американский активист за гражданские права и социальную справедливость Преподобный Эл Шарптон сказал что он был опечален известием о смерти Джонса, добавив: «Сегодня мы вспоминаем настоящего гиганта — культурную икону, чье преобразующее влияние будет жить дальше».
Многие знаменитости и общественные деятели отдали дань уважения Джонсу, такие как Лесли Аггамс, Вупи Голдберг, Берри Горди, Джош Гэд, Роберт Дави, Колман Доминго, Клайв Дэвис, Клинт Иствуд, Майкл Кейн, Джейми Ли Кёртис, Кэти Курик, Лин-Мануэль Миранда, Тайлер Перри, Шонда Раймс, Шерил Ли Ральф, Уилл Смит, Стивен Спилберг, Колин Сэлмон, Опра Уинфри, Джейми Фокс, Морган Фримен и Джереми О. Харрис. Многие музыканты также отдали ему дань уважения, такие как Babyface, Ice-T, LL Cool J, The Weeknd, Мэри Дж. Блайдж, Давид Гетта, Гэмбл и Хафф, Элтон Джон, Селин Дион, Доктор Дре, Ленни Кравиц, Мэрайя Кэри, Джон Ледженд, Пол Маккартни, Виктория Моне, Глэдис Найт, Чарли Пут, Дариус Ракер, Лин Рено, Лайонел Ричи, Найл Роджерс, Келли Роуленд, Джастин Тимберлейк, Стиви Уандер и Дженнифер Хадсон.

## Награды и премии
- Национальная гуманитарная медаль США (2000)
- Национальная медаль США в области искусств (2010)

## Заметки
1. ↑  Источники:[56][57][58][59][60][61][62][63][64][65][66][67][68][69][70][71]
2. ↑  Источники:[77][82][83][84][85][86][87][88][78]
3. ↑  Источники:[92][77][82][83][84][85][86][87][88][78]